# 7125 Eitarodate
7125 Eitarodate eller 1991 CN1 är en asteroid i huvudbältet som upptäcktes den 7 februari 1991 av den japanska astronomen Tsutomu Seki vid Geisei-observatoriet. Den är uppkallad efter den japanske amatörastronomen Eitaro Date.
Asteroiden har en diameter på ungefär 8 kilometer och den tillhör asteroidgruppen Nysa.